# Lijst van Eerste Kamerleden 1916-1917
Lijst van Eerste Kamerleden 1916-1917 geeft een overzicht van de leden van de Nederlandse Eerste Kamer in de periode tussen de verkiezingen van 1916 en de verkiezingen van 1917. De zittingsperiode van de Eerste Kamer ging in op 19 september 1916 en eindigde op 27 juni 1917 door tussentijdse ontbinding van de Eerste Kamer.
De Eerste Kamer telde 50 leden, gekozen door de leden van Provinciale Staten in de elf provincies. Eerste Kamerleden werden gekozen voor een termijn van negen jaar; om de drie jaar werd een derde deel van de Eerste Kamer vernieuwd.
| Naam                                               | politieke partij                      | provincie     | begindatum        | einddatum       | refs   |
| -------------------------------------------------- | ------------------------------------- | ------------- | ----------------- | --------------- | ------ |
| Gijsbert d' Aumale van Hardenbroek van Hardenbroek | Anti-Revolutionaire Partij            | Utrecht       | 19 september 1916 | 27 juni 1917    | [ 1 ]  |
| Willem van Basten Batenburg                        | Algemeene Bond                        | Gelderland    | 20-09-1910 [ d ]  | 27 juni 1917    | [ 2 ]  |
| Herman Bavinck                                     | Anti-Revolutionaire Partij            | Zuid-Holland  | 20-09-1910 [ d ]  | 27 juni 1917    | [ 3 ]  |
| Lodewijk van den Berg                              | Anti-Revolutionaire Partij            | Zuid-Holland  | 16-09-1913 [ f ]  | 27 juni 1917    | [ 4 ]  |
| Edo Bergsma                                        | Liberale Unie                         | Friesland     | 16-09-1913 [ f ]  | 27 juni 1917    | [ 5 ]  |
| Jacob van den Biesen                               | Algemeene Bond                        | Noord-Brabant | 16-09-1913 [ f ]  | 27 juni 1917    | [ 6 ]  |
| Halbe Binnerts                                     | Liberale Unie                         | Friesland     | 19 september 1916 | 27 juni 1917    | [ 7 ]  |
| Klaas de Boer                                      | Liberale Unie                         | Noord-Holland | 20-09-1910 [ d ]  | 27 juni 1917    | [ 8 ]  |
| Jan Bosch van Oud-Amelisweerd                      | Algemeene Bond                        | Utrecht       | 20-09-1910 [ d ]  | 27 juni 1917    | [ 9 ]  |
| Hendrik Colijn                                     | Anti-Revolutionaire Partij            | Gelderland    | 19 september 1916 | 27 juni 1917    | [ 10 ] |
| Jacob Cremer                                       | Liberale Unie                         | Noord-Holland | 19 september 1916 | 27 juni 1917    | [ 11 ] |
| Rudolph Diepen                                     | Algemeene Bond                        | Noord-Brabant | 16-09-1913 [ f ]  | 27 juni 1917    | [ 12 ] |
| Petrus van der Does de Willebois                   | Algemeene Bond                        | Noord-Brabant | 20-09-1910 [ d ]  | 27 juni 1917    | [ 13 ] |
| Rembertus Dojes                                    | Liberale Unie                         | Groningen     | 20-09-1910 [ d ]  | 27 juni 1917    | [ 14 ] |
| Hendrik Drucker                                    | Vrijzinnig-Democratische Bond         | Noord-Holland | 19 september 1916 | 27 juni 1917    | [ 15 ] |
| Gustaaf van der Feltz                              | Vrijzinnig-Democratische Bond         | Drenthe       | 19 september 1916 | 27 juni 1917    | [ 16 ] |
| Abraham Fokker                                     | Liberale Unie                         | Zeeland       | 16-09-1913 [ f ]  | 27 juni 1917    | [ 17 ] |
| Herman Franssen                                    | Anti-Revolutionaire Partij            | Overijssel    | 16-09-1913 [ f ]  | 27 juni 1917    | [ 18 ] |
| Nicolaas de Gijselaar                              | Christelijk-Historische Unie          | Zuid-Holland  | 19 september 1916 | 27 juni 1917    | [ 19 ] |
| Arnoldus Gilissen                                  | Algemeene Bond                        | Zuid-Holland  | 20-09-1910 [ d ]  | 27 juni 1917    | [ 20 ] |
| Oscar Haffmans                                     | Algemeene Bond                        | Limburg       | 19 september 1916 | 27 juni 1917    | [ 21 ] |
| Abraham van der Hoeven                             | Christelijk-Historische Unie          | Zuid-Holland  | 16-09-1913 [ f ]  | 27 juni 1917    | [ 22 ] |
| Hendrik van Holthe tot Echten                      | Liberale Unie                         | Drenthe       | 20-09-1910 [ d ]  | 27 juni 1917    | [ 23 ] |
| Pieter 't Hooft                                    | Anti-Revolutionaire Partij            | Gelderland    | 16-09-1913 [ f ]  | 27 juni 1917    | [ 24 ] |
| Douwinus van Houten                                | Liberale Unie                         | Noord-Holland | 16-09-1913 [ f ]  | 27 juni 1917    | [ 25 ] |
| Jacobus Kappeyne van de Coppello                   | Liberale Unie                         | Noord-Holland | 20-09-1910 [ d ]  | 27 juni 1917    | [ 26 ] |
| Henri van Kol                                      | Sociaal-Democratische Arbeiderspartij | Friesland     | 16-09-1913 [ f ]  | 27 juni 1917    | [ 27 ] |
| Jacob Kraus                                        | Liberale Unie                         | Noord-Holland | 20-09-1910 [ d ]  | 27 juni 1917    | [ 28 ] |
| Abraham Kuyper                                     | Anti-Revolutionaire Partij            | Zuid-Holland  | 16-09-1913 [ f ]  | 27 juni 1917    | [ 29 ] |
| Jan Laan                                           | Liberale Unie                         | Noord-Holland | 19 september 1916 | 27 juni 1917    | [ 30 ] |
| Alphonsus van Lamsweerde                           | Algemeene Bond                        | Gelderland    | 19 september 1916 | 27 juni 1917    | [ 31 ] |
| Willem van Lanschot                                | Algemeene Bond                        | Noord-Brabant | 19 september 1916 | 27 juni 1917    | [ 32 ] |
| Christiaan Lucasse                                 | Anti-Revolutionaire Partij            | Zeeland       | 20-09-1910 [ d ]  | 27 juni 1917    | [ 33 ] |
| Louis van der Maesen de Sombreff                   | Algemeene Bond                        | Limburg       | 20-09-1910 [ d ]  | 27 juni 1917    | [ 34 ] |
| Alphonse Michiels van Kessenich                    | Algemeene Bond                        | Limburg       | 16-09-1913 [ f ]  | 27 juni 1917    | [ 35 ] |
| Frederik van Nierop                                | Liberale Unie                         | Noord-Holland | 16-09-1913 [ f ]  | 27 juni 1917    | [ 36 ] |
| Henri Polak                                        | Sociaal-Democratische Arbeiderspartij | Friesland     | 20-09-1910 [ d ]  | 27 juni 1917    | [ 37 ] |
| Frederic Reekers                                   | Algemeene Bond                        | Gelderland    | 16-09-1913 [ f ]  | 27 juni 1917    | [ 38 ] |
| Antonius Smits                                     | Algemeene Bond                        | Noord-Brabant | 20-09-1910 [ d ]  | 27 juni 1917    | [ 39 ] |
| Henri Staal                                        | Liberale Unie                         | Noord-Holland | 16-09-1913 [ f ]  | 27 juni 1917    | [ 40 ] |
| Dirk Stork                                         | Bond van Vrije Liberalen              | Overijssel    | 19 september 1916 | 27 juni 1917    | [ 41 ] |
| Gerardus van Swaaij                                | Algemeene Bond                        | Zuid-Holland  | 20-09-1910 [ d ]  | 27 juni 1917    | [ 42 ] |
| Edzard Tjarda van Starkenborgh Stachouwer          | Liberale Unie                         | Groningen     | 19 september 1916 | 27 juni 1917    | [ 43 ] |
| Franciscus Verheyen                                | Algemeene Bond                        | Noord-Brabant | 19 september 1916 | 27 juni 1917    | [ 44 ] |
| Jan van Voorst tot Voorst                          | Algemeene Bond                        | Zuid-Holland  | 19 september 1916 | 27 juni 1917    | [ 45 ] |
| Willem de Vos van Steenwijk                        | Christelijk-Historische Unie          | Overijssel    | 20-09-1910 [ d ]  | 27 juni 1917    | [ 46 ] |
| Otto van Wassenaer van Catwijck                    | Christelijk-Historische Unie          | Gelderland    | 20-09-1910 [ d ]  | 27 juni 1917    | [ 47 ] |
| Walther van Waterschoot van der Gracht             | Algemeene Bond                        | Zuid-Holland  | 19 september 1916 | 6 november 1916 | [ 48 ] |
| Jan Westerdijk                                     | Vrijzinnig-Democratische Bond         | Groningen     | 13 december 1916  | 27 juni 1917    | [ 49 ] |
| Franciscus van Wichen                              | Algemeene Bond                        | Zuid-Holland  | 7 november 1916   | 27 juni 1917    | [ 50 ] |
| Jan Woltjer                                        | Anti-Revolutionaire Partij            | Zuid-Holland  | 19 september 1916 | 27 juni 1917    | [ 51 ] |
| Geuchien Zijlma                                    | Liberale Unie                         | Groningen     | 16-09-1913 [ f ]  | 7 november 1916 | [ 52 ] |